# Dragon Knight 4
Dragon Knight 4 (ドラゴンナイト４) là một game nhập vai mang tính khiêu dâm được phát triển bởi hãng ELF Corporation và chỉ phát hành tại Nhật Bản cho nhiều hệ máy từ năm 1994 đến năm 1997. Năm 1994, phiên bản đầu tiên đã có trên PC DOS, NEC PC-9801 và Sharp X68000, với một phiên bản kiểm duyệt được chuyển thể sang SNES vào năm 1996 và sau đó cho PC-FX, PlayStation và Sega Saturn vào năm 1997. Nó cũng được chuyển thể thành tiểu thuyết minh họa và một sê-ri anime ngắn.
Dragon Knight 4 là một sự tiếp nối của dòng game Dragon Knight và là phần tiếp theo của Knights of Xentar. Dragon Knight 4 có thêm một nhân vật chính mới là Kakeru, con trai của Takeru từ các bản trước đó.

## Lối chơi
Trò chơi có một hệ thống chiến đấu theo lượt cho phép người chơi điều khiển lên đến tám nhân vật bổ sung. Đồng minh và kẻ thù đều tách thành các lớp riêng biệt về mặt thông số: kiếm sĩ, cung thủ và phù thủy, với kiểu áo giáp và vũ khí nhất định phù hợp với từng loại.

## Cốt truyện
Nhân vật trung tâm của Dragon Knight 4 là Kakeru (カ ケ ル) (do Ogata Megumi lồng tiếng), con trai của Yamato Takeru, nhân vật chính của những bản trước trong dòng game, và cô phù thủy Luna. Ngay từ đầu, người chơi được thông báo về âm mưu tiêu diệt nền văn minh nhân loại của tên pháp sư Lushifon và phải dẫn dắt Kakeru qua một số trận đánh để đánh bại Lushifon, cứu vãn hòa bình thế giới.

## Phát hành
Các phiên bản DOS, FM Towns và PC-98 của game có chứa các cảnh khiêu dâm. Banpresto đã loại bỏ những mặt này trước khi tái xuất bản trò chơi cho các hệ máy SNES, PC-FX và PlayStation. Một phiên bản làm lại thứ ba đã đưa đồ họa của game sang 3D và mang những cảnh khiêu dâm quay trở lại.
Bộ soundtrack gốc Dragon Knight 4 Complete Music File đã được hãng NEC Avenue phát hành. Media Works còn xuất bản một bộ manga ba tập của Togashi vào năm 1997-1999.
Hai cuốn tiểu thuyết minh họa khác nhau đã được công bố. Một cuốn tiểu thuyết ba tập được viết bởi Marimura Rei, minh họa bởi Takei Masaki, và do Wani Books phát hành vào năm 1994-1995. Quyển tiểu thuyết thứ hai gồm hai tập được viết bởi Kagura Youko, cũng được minh họa bởi Takei Masaki, và do Kill Time Communication phát hành vào năm 2007-2008.
Một bộ OVA anime hai hai phần gồm hai tập được hãng Dangun Pictures sản xuất và Pink Pineapple phát hành vào năm 1998-1999.

## Đón nhận
Retro Gamer đã đưa Dragon Knight 4 vào danh sách của Top Ten PC-FX Games, bình luận rằng "theo trực quan thì trò này là một trong những tựa game PC-FX hấp dẫn hơn và nhờ sự hỗ trợ đắc lực bởi một hệ thống chiến đấu tương đối sâu sắc và hấp dẫn, chưa kể đến một nửa cốt truyện khá tốt".

### Anime
- Official website: D-1 Lưu trữ ngày 6 tháng 5 năm 2012 tại Wayback Machine and D-2
- Dragon Knight 4 (anime) tại từ điển bách khoa của Anime News Network